# Rodrigo Nolli
Rodrigo Nolli, barone di Tollo (24 gennaio 1826 – 1875), è stato un patriota e politico italiano.
Discendente di Antonio Nolli e membro della famiglia Nolli, proprietaria di feudi a Tollo e ad Ari, ha operato come funzionario nell'amministrazione borbonica, dove si è occupato della gestione dell'Albergo dei Poveri di Napoli.
Legato all'ambiente patriottico, anche per motivi familiari in quanto la sua famiglia si era distinta al servizio di Gioacchino Murat, riuscì a destreggiarsi negli anni pre-unitari. Al momento dell'unità d'Italia ebbe parte nel contrasto ai disordini filoborbonici scoppiati a Napoli, appoggiando la politica di Silvio Spaventa, suo corregionale.
Candidato nel collegio di Ortona con la Destra storica per le elezioni dell'VIII legislatura, venne eletto deputato al Parlamento del Regno d'Italia il 14 aprile 1861, ma si dimise dalla carica nel 1863, denunciando le difficoltà che incontravano i deputati meridionali a causa della distanza da Torino, ancora capitale del Regno. Nuovamente ricandidato nel collego di Ortona, non venne rieletto.
Fu sindaco di Napoli dal 1º settembre 1865 al 26 novembre 1866. Tra gli anni Sessanta e Settanta del XIX secolo fu annoverato tra i governatori del Pio Monte della Misericordia, ed ebbe un'intensa attività di traduttore di romanzi dalla lingua inglese.

## Riconoscimenti
- Il Comune di Napoli gli ha dedicato, nel 1875, un monumento commemorativo nel Cimitero di Poggioreale.